# 伊沢正
伊沢 正（伊澤 正、いざわ ただし、1953年（昭和28年）5月15日 - ）は、日本の通産官僚、経産官僚。日中経済協会理事長などを歴任。

## 人物・経歴
- 1976年（昭和51年） - 東京大学法学部法律学科を卒業し[1]、通商産業省に入省（大臣官房総務課）[1]
- 1980年（昭和55年）6月 - 米国ハーバード大学ケネディスクールに入学
- 1982年（昭和57年） - 同校を修了し、行政修士号 (MPA) 取得[2] [3]。
- 1982年（昭和57年）6月 - 通商政策局米州大洋州課長補佐
- 1984年（昭和59年）6月 - 資源エネルギー庁石油部精製課長補佐
- 1986年（昭和61年）6月 - 資源エネルギー庁長官官房総務課長補佐
- 1988年（昭和63年）6月 - 機械情報産業局総務課長補佐
- 1989年（平成元年）7月 - 大臣官房秘書課長補佐
- 1990年（平成2年）7月 - 資源エネルギー庁原子力産業課国際原子力企画官
- 1991年（平成3年）5月 - 日本機械輸出組合ブリュッセル事務所長
- 1994年（平成6年）7月 - 大臣官房広報課長
- 1995年（平成7年）7月 - 資源エネルギー庁原子力産業課長
- 1997年（平成9年）7月 - 通商政策局経済協力部地域協力課長
- 1999年（平成11年）8月 - 資源エネルギー庁石油部計画課長
- 2000年（平成12年）5月 - 外務省に出向。駐米公使
- 2001年（平成13年）7月 - 経済産業省大臣官房審議官（通商政策局担当）[4]
- 2008年（平成20年） - ウクライナ駐箚特命全権大使
- 2011年 (平成23年) - 経済産業省退官
- 2012年 (平成24年) - 千代田化工建設常務執行役員
- 2014年 (平成26年) - 同社専務執行役員会長・社長補佐
- 2017年 (平成29年) - 日中経済協会理事長 (現職)
- 2018年 (平成30年) - ユニー・ファミリーマートホールディングス社外取締役
- 2019年 (令和元年) - ファミリーマート社外取締役

## 同期
- 岡田克也（衆議院議員、民主党代表、幹事長、副総理、外務大臣）
- 高橋はるみ（参議院議員、北海道知事）
- 伊藤隆一（新エネルギー・産業技術総合開発機構理事、新エネルギー財団副会長）
- 岡田秀一（経済産業審議官）
- 加藤文彦（駐ウズベキスタン大使）
- 細野哲弘（資源エネルギー庁長官）
- 寺坂信昭（原子力安全・保安院院長・経済産業省商務流通審議官）
- 長谷川榮一（13年内閣総理大臣補佐官・08年中小企業庁長官）